# 横沟桥镇
横沟桥镇，是中华人民共和国湖北省咸寧市咸安区下辖的一个乡镇级行政单位。

## 行政区划
横沟桥镇下辖以下地区：
利民社区、朝阳社区、袁铺村、孙田村、凉亭垴村、群力村、李堡桥村、付桥村、长岭村、鹿过村、杨畈村和孙祠村。

## 交通
- 京广铁路：横沟桥站